# Jodrellia
Jodrellia là một chi thực vật có hoa trong họ Xanthorrhoeaceae.